# Кавалеро (Вашингтон)
Кавалеро (англ. Cavalero) — переписна місцевість (CDP) в США, в окрузі Сногоміш штату Вашингтон. Населення — 5232 особи (2020).

## Географія
Кавалеро розташоване за координатами 47°59′3″ пн. ш. 122°4′32″ зх. д. / 47.98417° пн. ш. 122.07556° зх. д. (47.984288, -122.075542).  За даними Бюро перепису населення США в 2010 році переписна місцевість мала площу 4,24 км², з яких 4,24 км² — суходіл та 0,00 км² — водойми.

## Демографія
Згідно з переписом 2010 року, у переписній місцевості мешкало 4660 осіб у 1586 домогосподарствах у складі 1245 родин. Густота населення становила 1098 осіб/км².  Було 1687 помешкань (397/км²).
Расовий склад населення:
| - 90,3 % — білих - 2,9 % — азіатів - 1,1 % — чорних або афроамериканців - 0,8 % — корінних американців - 0,2 % — вихідців з тихоокеанських островів - 1,4 % — осіб інших рас |

До двох чи більше рас належало 3,4 %. Частка іспаномовних становила 5,2 % від усіх жителів.
За віковим діапазоном населення розподілялося таким чином: 29,4 % — особи молодші 18 років, 64,3 % — особи у віці 18—64 років, 6,3 % — особи у віці 65 років та старші. Медіана віку мешканця становила 33,9 року. На 100 осіб жіночої статі у переписній місцевості припадало 103,4 чоловіків;  на 100 жінок у віці від 18 років та старших — 101,7 чоловіків також старших 18 років.
Середній дохід на одне домашнє господарство  становив 111 266 доларів США (медіана — 98 450), а середній дохід на одну сім'ю — 118 864 долари (медіана — 99 985). Медіана доходів становила 69 531 долар для чоловіків та 47 353 долари для жінок. За межею бідності перебувало 1,1 % осіб, у тому числі 0,8 % дітей у віці до 18 років та 0,0 % осіб у віці 65 років та старших.
Цивільне працевлаштоване населення становило 2639 осіб. Основні галузі зайнятості: виробництво — 20,4 %, освіта, охорона здоров'я та соціальна допомога — 20,1 %, роздрібна торгівля — 11,6 %, будівництво — 9,0 %.